# A Country Practice
A Country Practice foi uma das séries mais longas dramáticas. A série possui 1.088 episódios de 18 de dezembro de 1981 a 22 de novembro de 1993. Foi produzido em ATN-7 (Seven Network) da unidade de produção em Epping, Sydney.